# Luis Escobar Kirkpatrick
Luis Escobar Kirkpatrick (Madrid, 1908 - ibíd., 1991) autor teatral, director de teatre i actor espanyol, marquès de les Marismas del Guadalquivir.

## Biografia
Relacionat amb l'alcurnia conservadora madrilenya, el 1938 va ser nomenat Cap de Secció de Teatre dependent de la Direcció de Propaganda del Ministeri de l'Interior del primer govern de Franco, i va fundar i dirigir la Companyia de Teatre Nacional de FET i de les JONS, que al final de la guerra passaria al Teatre Espanyol de Madrid, on va realitzar una feina molt digna.
Va ser el director del Teatre María Guerrero de Madrid, i també del Teatre Espanyol i propietari del Teatre Eslava.
Va escriure diverses comèdies i va dirigir dues pel·lícules: "La honradez de la cerradura", basada en una obra de Jacinto Benavente i que era la primera pel·lícula de Paco Rabal com a protagonista i "La canción de la Malibran".
Passats els 70 anys, Luis García Berlanga li va donar un paper a "La escopeta nacional", sàtira de les caceres en temps de Franco. La seva interpretació del Marqués de Leguineche, propietari de la finca on es feia la cacera va tenir tant d'èxit que va donar lloc a dues altres pel·lícules: "Patrimonio Nacional" i "Nacional III", en les que el marquès i la seva família eren els protagonistes absoluts i en els que es tractava la realitat politicosocial espanyola.
Així va començar Escobar una carrera com a actor farcida d'interpretacions memorables, quasi sempre encasellat al paper d'aristòcrata amb tocs autoparòdics ("A la pálida luz de la luna") o en produccions que no sempre estaven a l'altura de les seves aparicions ("El Cid Cabreador").
Va morir durant el rodatge de "Fuera de juego" de Fernando Fernán-Gómez i la gala dels Premis Goya, celebrada l'endemà de la seva mort, es va convertir en un sentit homenatge a la seva memòria.

## Filmografia

### Cinema
| Com a actor - La escopeta nacional (1977) - La Sabina (1979) - El divorcio que viene (1980) - Patrimonio Nacional (1981) - Las aventuras de Enrique y Ana (1981) - Nacional III (1982) - ¡Que vienen los socialistas! (1982) - Buenas noches, señor monstruo (1982) - La colmena (1982) - Buscando a Perico (1982) - El Cid Cabreador (1983) - A la pálida luz de la luna (1985) - Un, dos, tres... ensaïmades i res més (1985) - Teo, el pelirrojo (1986) - Manuel y Clemente (1986) - Moros y Cristianos (1987) - Sufre mamón (1987) - Soldadito español (1988) - Al-Andalus (El camino del sol) (1988) - La gran comedia (1988) - Don Juan, mi querido fantasma (1990) - Fuera de juego (1991) | Com a director - La honradez de la cerradura (1950) - La canción de La Malibrán (1951) | Com a guionista - La honradez de la cerradura (1950) - La canción de La Malibrán (1951) - Luna de miel (1959) |

### Televisió
| Com a actor - Los pintores del Prado (1974,1 capítol) - El pícaro (1975,2 capítols) - Don Baldomero y su gente (1983,4 capítols) - Las pícaras (1983,1 capítol) - Anillos de oro (1983,1 capítol) - La comedia musical española (1985,1 capítol) - Goya (1985) - La huella del crimen (1985,2 capítols) - La voz humana (1986,3 capítols) - Segunda enseñanza (1986,1 capítol) - Clase media(1987,4 capítols) - Brigada Central (1989-1990,3 capítols) - Primera función (1989,1 capítol) - Eva y Adán, agencia matrimonial (1990,1 capítol) - El séptimo cielo (1990,1 capítol) - Tango (1992,1 capítol) | Com a director i guionista - Estudio 1 (1973, 1 capítol) |

### Teatre
Va ser director del Teatre María Guerrero de Madrid, a més de dirigir, entre d'altres, els següents muntatges:
- La herida del tiempo (1942), de J.B. Priestley
- Ni pobre ni rico, sino todo lo contrario (1943)
- El caso de la mujer asesinadita (1946), de Miguel Mihura i Álvaro de Laiglesia
- Plaza de Oriente (1947), de Joaquín Calvo Sotelo
- El vergonzoso en palacio (1948), de Tirso de Molina
- Historias de una casa (1949), de Joaquín Calvo Sotelo
- En la ardiente oscuridad (1950), d'Antonio Buero Vallejo
- Una mujer cualquiera (1953), de Miguel Mihura
- Te espero en el Eslava (1957)
- Ven y ven...al Eslava (1958)
- Los extremeños se tocan (1959), de Pedro Muñoz Seca
- Las salvajes en Puente San Gil (1963), de José Martín Recuerda
- El amante (1965), de Harold Pinter
- La colección (1968), de Harold Pinter
- Retorno al hogar (1970), de Harold Pinter
- Viejos tiempos (1974), de Harold Pinter

## Premis i nominacions
| Any  | Premi                        | Categoria                           | Títol                       | Resultat  |
| ---- | ---------------------------- | ----------------------------------- | --------------------------- | --------- |
| 1951 | Festival de cinema de Cannes | Gran Premi del Festival             | La honradez de la cerradura | Nominat   |
| 1982 | Fotogramas de Plata          | Millor intèrpret de cinema espanyol | Patrimonio nacional         | Guanyador |